# Marco Octavio de Cerqueira
Marco Octavio de Cerqueira Simoes Barbosa es un exfutbolista y entrenador brasileño, dirigió en el año 2009 al club Liga Deportiva Alajuelense en Costa Rica.
Como parte de su historial, de Cerqueira dio sus primeros pasos en el club Fluminense, y además fue campeón del mundo con la Selección de fútbol playa de Brasil.
Ya como entrenador, de Cerqueira ha tenido experiencia en países como Portugal, EUA e Irán.
En Costa Rica, se ha desempeñado como director técnico en Ramonense en el año 2008, donde tuvo una destacada participación, y en el 2009 fue el director técnico del Alajuelense.
Recientemente, hizo Campeón de Asia a la Selección de Irán de Fútbol Playa (2013) 